# Šilo (Chorvatsko)

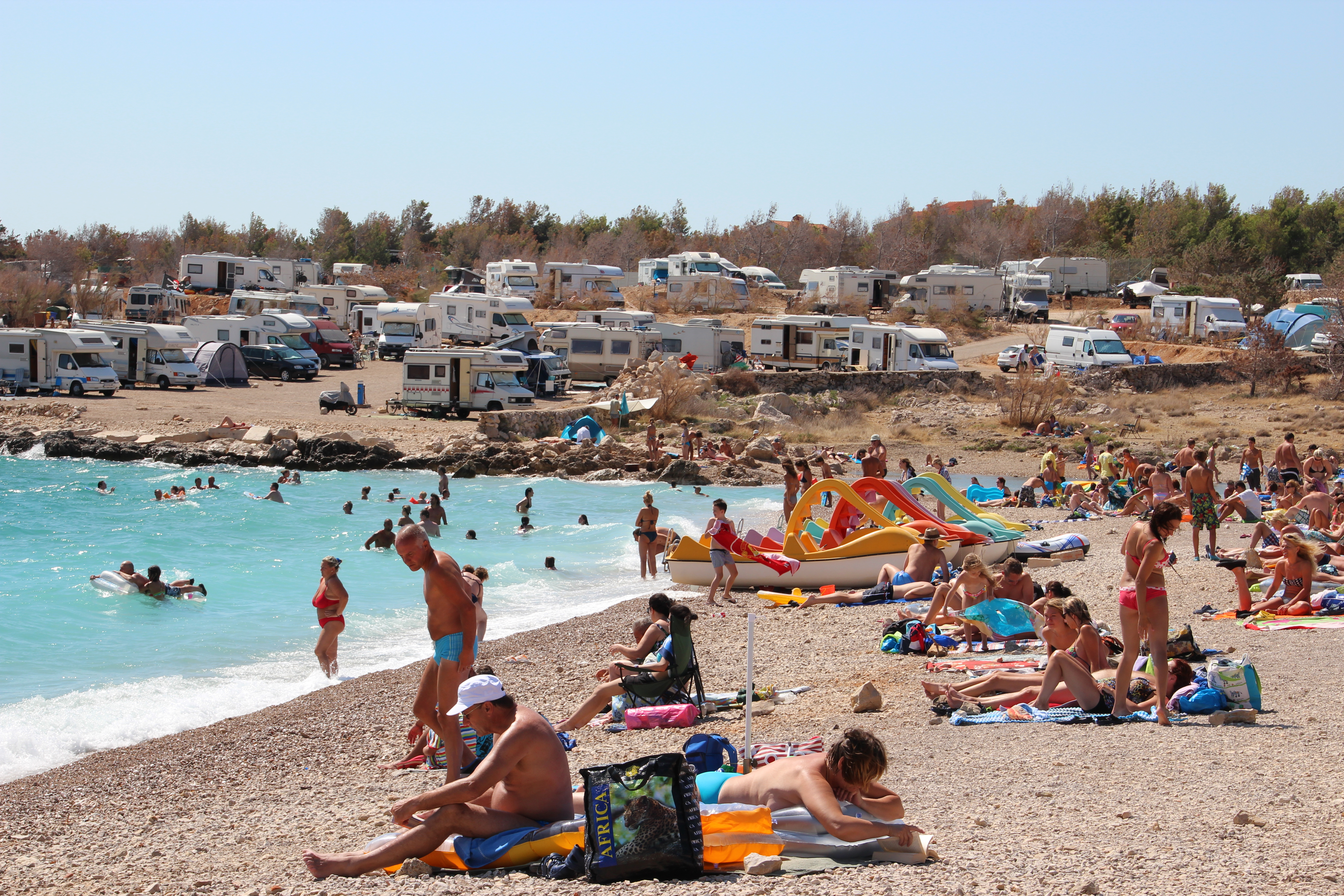
Pláž Konjska

Šilo (italsky Sillo) je vesnice a přímořské letovisko v Chorvatsku v Přímořsko-gorskokotarské župě. Nachází se na ostrově Krk a je součástí opčiny Dobrinj. V roce 2011 zde žilo celkem 384 obyvatel. Je největší vesnicí opčiny Dobrinj, avšak není jejím správním střediskem.
Jedinou sousední vesnicí je Polje.